# U-640 (tàu ngầm Đức)
U-640 là một tàu ngầm tấn công  Lớp Type VII thuộc phân lớp Type VIIC được Hải quân Đức Quốc Xã chế tạo trong Chiến tranh Thế giới thứ hai. Nhập biên chế năm 1942, nó chỉ thực hiện được một chuyến tuần tra duy nhất và không đánh chìm được mục tiêu nào trước khi bị một thủy phi cơ PBY Catalina của Hải quân Hoa Kỳ thả mìn sâu đánh chìm trong Đại Tây Dương vào ngày 14 tháng 5, 1943.

## Thiết kế và chế tạo

### Thiết kế

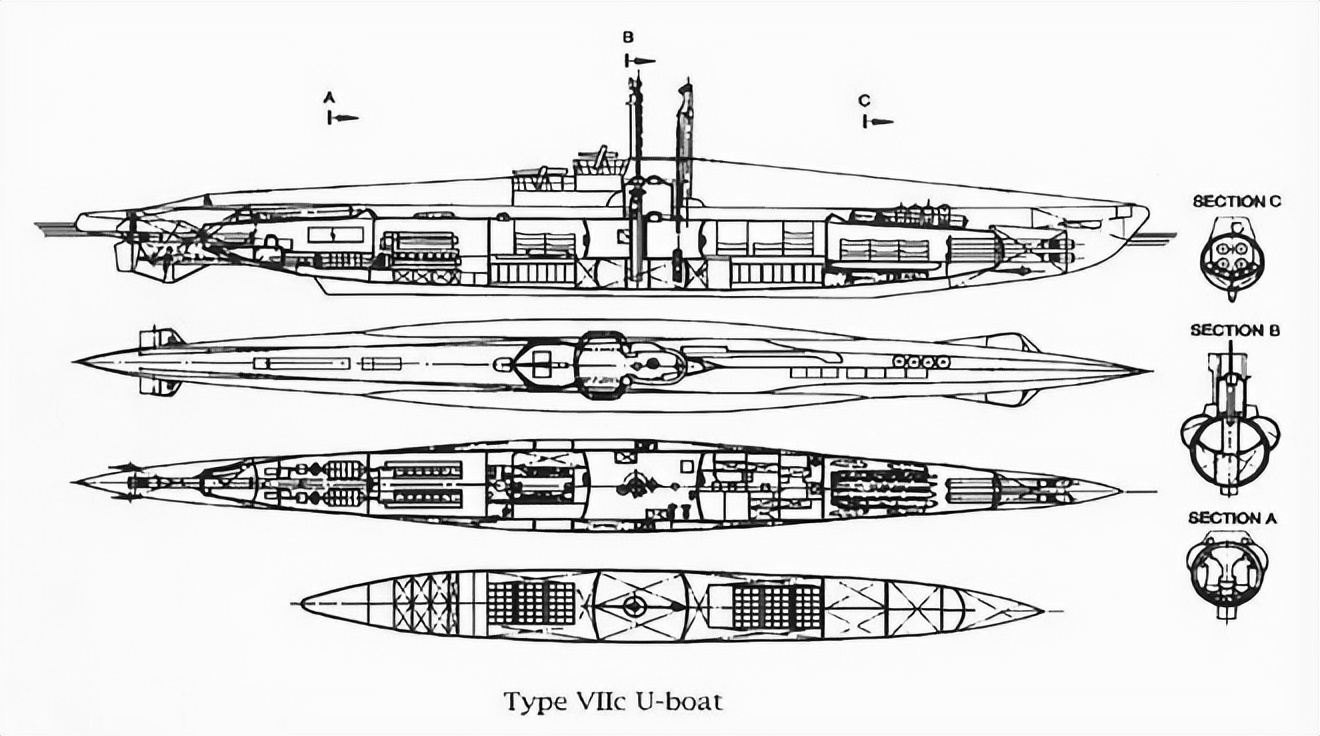
Sơ đồ các mặt cắt một tàu ngầm Type VIIC

Phân lớp VIIC của Tàu ngầm Type VII là một phiên bản VIIB được kéo dài thêm. Chúng có trọng lượng choán nước 769 t (757 tấn Anh) khi nổi và 871 t (857 tấn Anh) khi lặn). Con tàu có chiều dài chung 67,10 m (220 ft 2 in), lớp vỏ trong chịu áp lực dài 50,50 m (165 ft 8 in), mạn tàu rộng 6,20 m (20 ft 4 in), chiều cao 9,60 m (31 ft 6 in) và mớn nước 4,74 m (15 ft 7 in).
Chúng trang bị hai động cơ diesel Germaniawerft F46 siêu tăng áp 6-xy lanh 4 thì, tổng công suất 2.800–3.200 PS (2.100–2.400 kW; 2.800–3.200 bhp), dẫn động hai trục chân vịt đường kính 1,23 m (4,0 ft), cho phép đạt tốc độ tối đa 17,7 kn (32,8 km/h), và tầm hoạt động tối đa 8.500 nmi (15.700 km) khi đi tốc độ đường trường 10 kn (19 km/h). Khi đi ngầm dưới nước, chúng sử dụng hai động cơ/máy phát điện Garbe, Lahmeyer & Co. RP 137/c  tổng công suất 750 PS (550 kW; 740 shp). Tốc độ tối đa khi lặn là 7,6 kn (14,1 km/h), và tầm hoạt động 80 nmi (150 km) ở tốc độ 4 kn (7,4 km/h). Con tàu có khả năng lặn sâu đến 230 m (750 ft).
Vũ khí trang bị có năm ống phóng ngư lôi 53,3 cm (21 in), bao gồm bốn ống trước mũi và một ống phía đuôi, và mang theo tổng cộng 14 quả ngư lôi, hoặc tối đa 22 quả thủy lôi TMA, hoặc 33 quả TMB. Tàu ngầm Type VIIC bố trí một hải pháo 8,8 cm SK C/35 cùng một pháo phòng không 2 cm (0,79 in) trên boong tàu. Thủy thủ đoàn bao gồm 4 sĩ quan và 40-56 thủy thủ.

### Chế tạo
U-640 được đặt hàng vào ngày 20 tháng 1, 1941, và được đặt lườn tại xưởng tàu của hãng Blohm & Voss ở Hamburg vào ngày 30 tháng 10, 1941. Nó được hạ thủy vào ngày 23 tháng 7, 1942, và nhập biên chế cùng Hải quân Đức Quốc Xã vào ngày 17 tháng 9, 1942 dưới quyền chỉ huy của Hạm trưởng, Trung úy Hải quân Karl-Heinz Nagel.

## Lịch sử hoạt động
Sau khi hoàn tất việc huấn luyện trong thành phần Chi hạm đội U-boat 5, U-640 được điều sang Chi hạm đội U-boat 6 từ ngày 1 tháng 5, 1943 để hoạt động trên tuyến đầu cho đến khi bị mất.
U-640 đã khởi hành từ cảng Kiel, Đức vào ngày 1 tháng 5, 1943 cho chuyến tuần tra duy nhất trong chiến tranh. Nó đã tiến ra Bắc Hải, rồi băng qua khe GI-UK giữa Iceland và quần đảo Faroe để vòng qua quần đảo Anh và hoạt động ở phía Nam eo biển Đan Mạch giữa Greenland và Iceland. Vào ngày 13 tháng 5, nó tấn công bất thành nhắm vào Đoàn tàu ON(S)-7, và sau đó bị một máy bay xuất phát từ Iceland tấn công, buộc phải lặn khẩn cấp để ẩn nấp, nên mất dấu đoàn tàu đối phương.
Sang ngày hôm sau 14 tháng 5, chiếc tàu ngầm bị một thủy phi cơ PBY Catalina thuộc Liên đội VP-84 Hải quân Hoa Kỳ thả mìn sâu đánh chìm ở vị trí về phía Đông mũi Farewell, Greenland, tại tọa độ 60°32′B 31°05′T / 60,533°B 31,083°T. Toàn bộ 49 thành viên thủy thủy đoàn của U-640 đều đã tử trận.
Trước đây có nguồn cho rằng U-640 đã tấn công và đánh chìm chiếc tàu buôn Anh Aymeric trước khi bị tàu frigate Anh HMS Swale đánh chìm vào ngày 17 tháng 5, 1943; tuy nhiên chiếc U-boat có liên quan lại là tàu ngầm U-657.

### "Bầy sói" tham gia
U-640 từng tham gia một bầy sói:
- Iller (12 – 14 tháng 5, 1943)